# 豊中駅
豊中駅（とよなかえき）は、大阪府豊中市本町一丁目にある、阪急電鉄宝塚本線の駅。駅番号はHK-46。

## 概要
約40万人の人口を有する中核市、豊中市の代表駅である。ただし市内で乗降客数が1番多い駅は北大阪急行の千里中央駅で、また豊中市役所の最寄り駅は一駅南の岡町駅となっている。
当駅から宝塚方面は利用者の多い駅が連続しているため、急行は当駅から宝塚方面の各駅に停車する。特急「日生エクスプレス」は通過するが、それ以外の種別は全て停車する。

## 歴史
- 1913年（大正2年）9月29日：箕面有馬電気軌道（現在の阪急電鉄）の駅として開業[3]。
- 1967年（昭和42年）1月：高槻市駅とともに全国初の多能式券売機を設置[4]。
- 1973年（昭和48年）10月28日：自動改札機を設置し、供用開始。
- 1986年（昭和61年）12月1日：ダイヤ改正により、急行停車駅に昇格。（平日ラッシュ時の一部は通過）
- 1994年（平成6年）11月6日：当駅から曽根駅まで梅田駅方面行き線路の高架化が行われる[5][6]。
- 1997年（平成9年）
  - 11月8日：曽根駅から当駅まで宝塚駅方面行き線路の高架化が行われる[6][2]。10両編成対応ホームが完成。
  - 11月16日：ダイヤ改正により急行が終日停車する。
- 2000年（平成12年）11月29日：高架化が完了。
- 2013年（平成25年）12月21日：駅番号導入[7][8]。
- 2015年（平成27年）3月21日：ダイヤ改正により通勤急行、通勤準急が廃止。替わって新設された通勤特急の停車駅となる。
- 2018年（平成30年）7月9日：ダイヤ改正により当駅始発の普通列車が減少（7本→4本）[9]。

## 駅構造
島式ホーム1面2線を有する高架駅。宝塚側に引き上げ線があり、さらに大阪側に留置線が2本あるため、停留所ではない。ホーム自体がカーブを描いており、多少傾斜もある。ホーム有効長は10両編成対応。地上駅時代は8両編成分であり、朝夕ラッシュ時の急行は通過し準急・普通のみ停車していた。
改札口・コンコースは2階、ホームは3階にある。改札口は北改札と南改札の2か所。
トイレは南改札内にある。

### のりば
| 号線 | 路線      | 方向 | 行先                                   |
| ---- | --------- | ---- | -------------------------------------- |
| 1    | ■宝塚本線 | 下り | 宝塚・川西能勢口・石橋阪大前・箕面方面 |
| 2    | ■宝塚本線 | 上り | 大阪梅田・神戸・京都・北千里方面       |

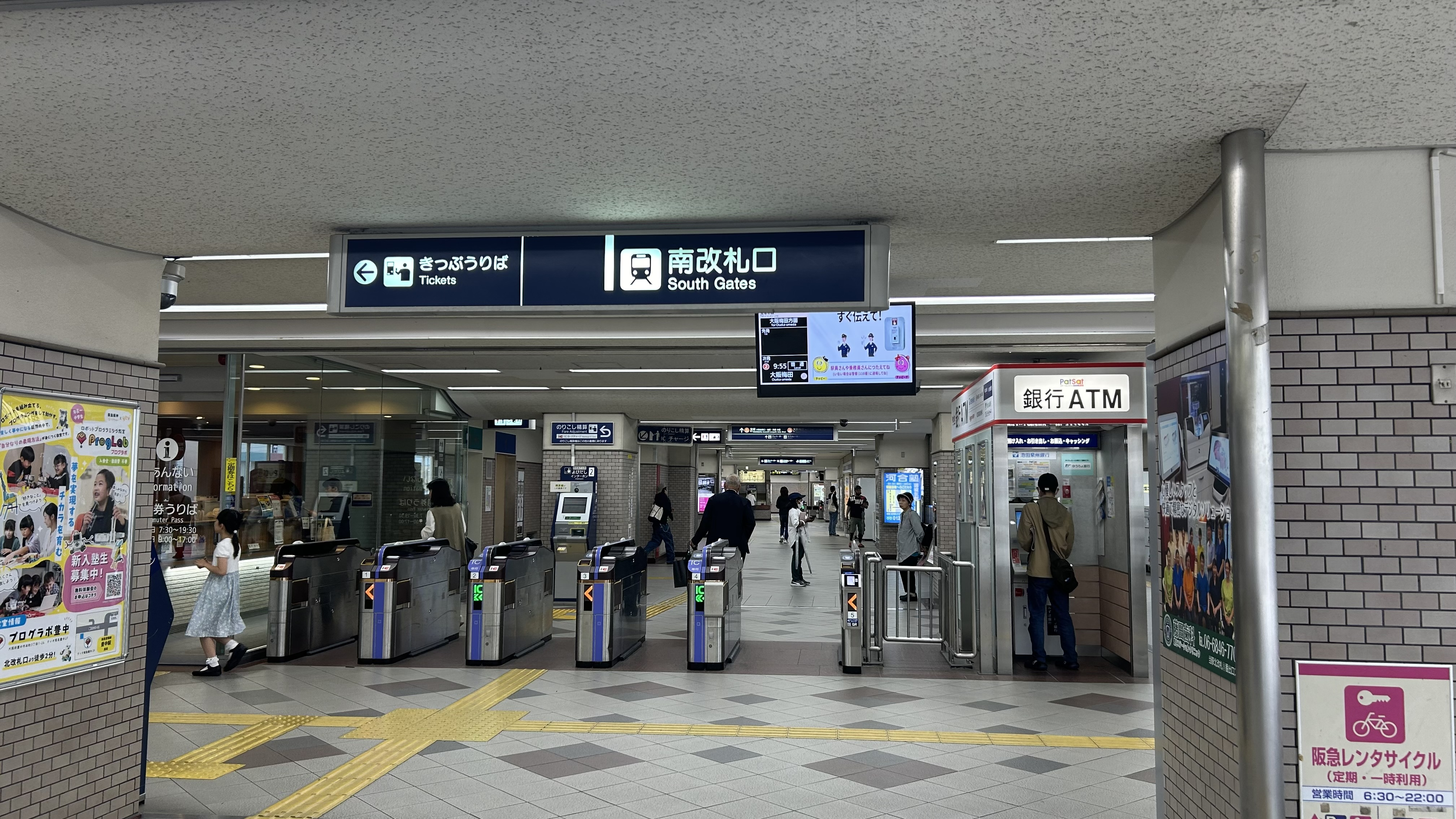
南改札口
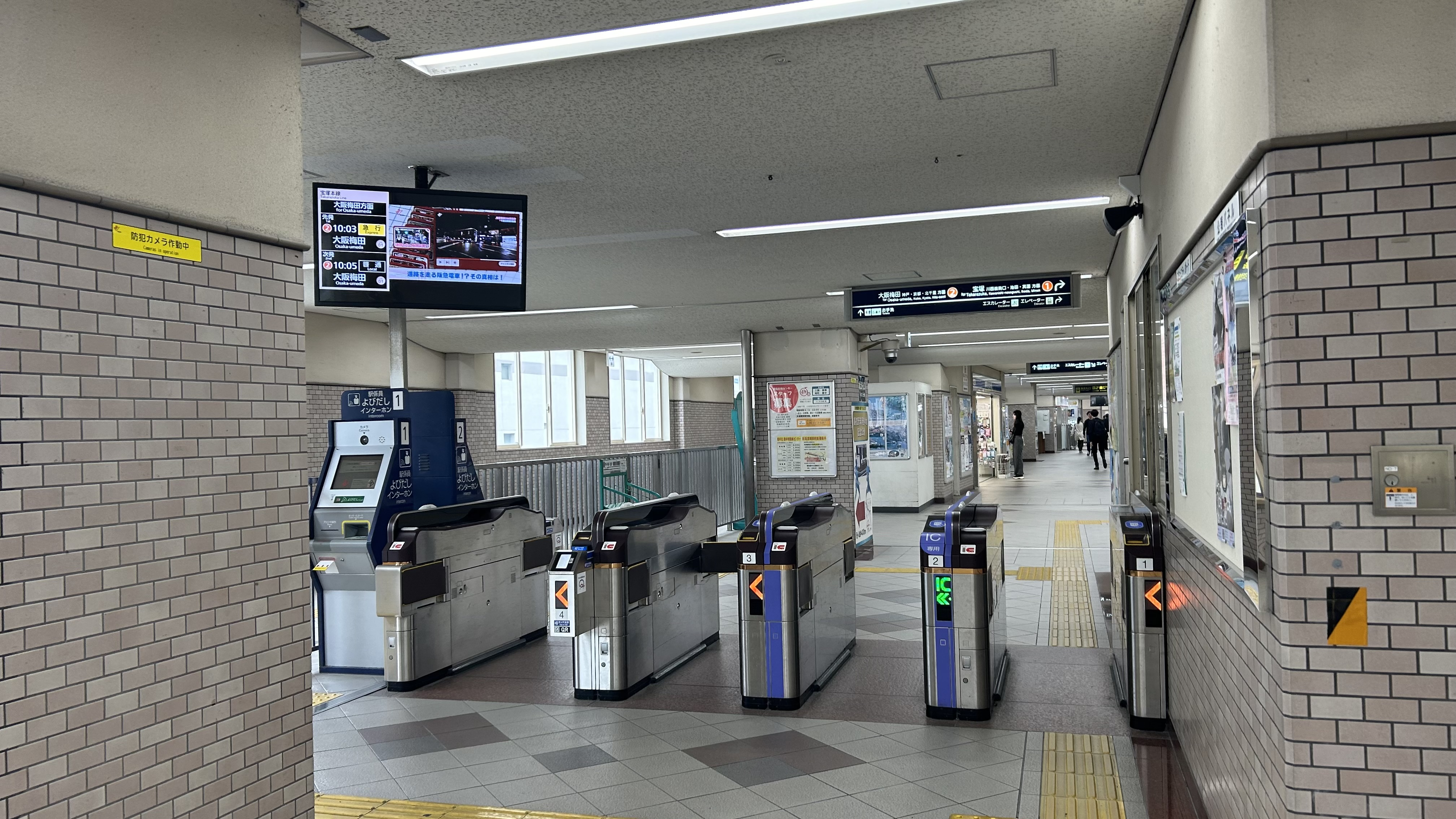
北改札口
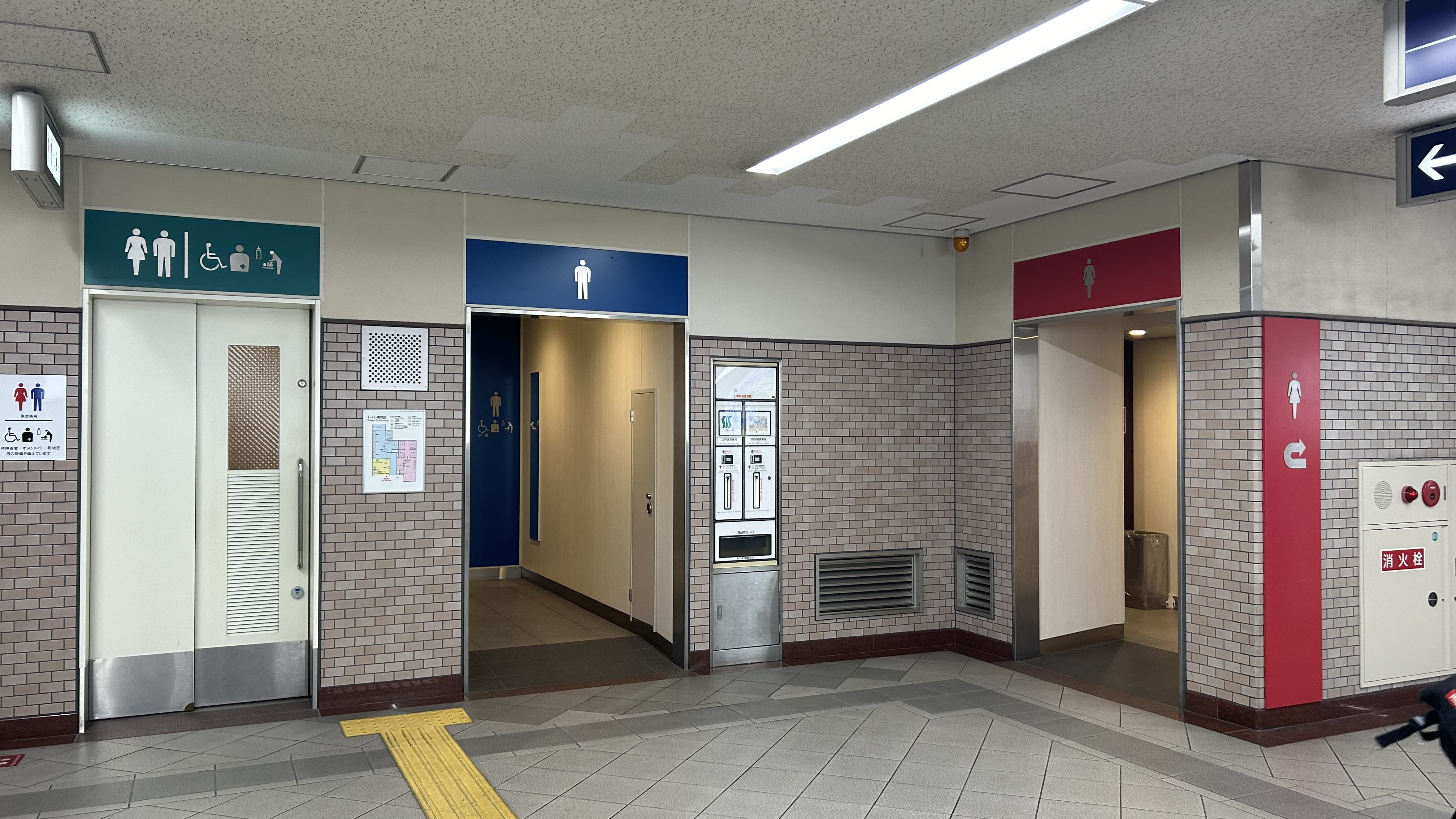
トイレ
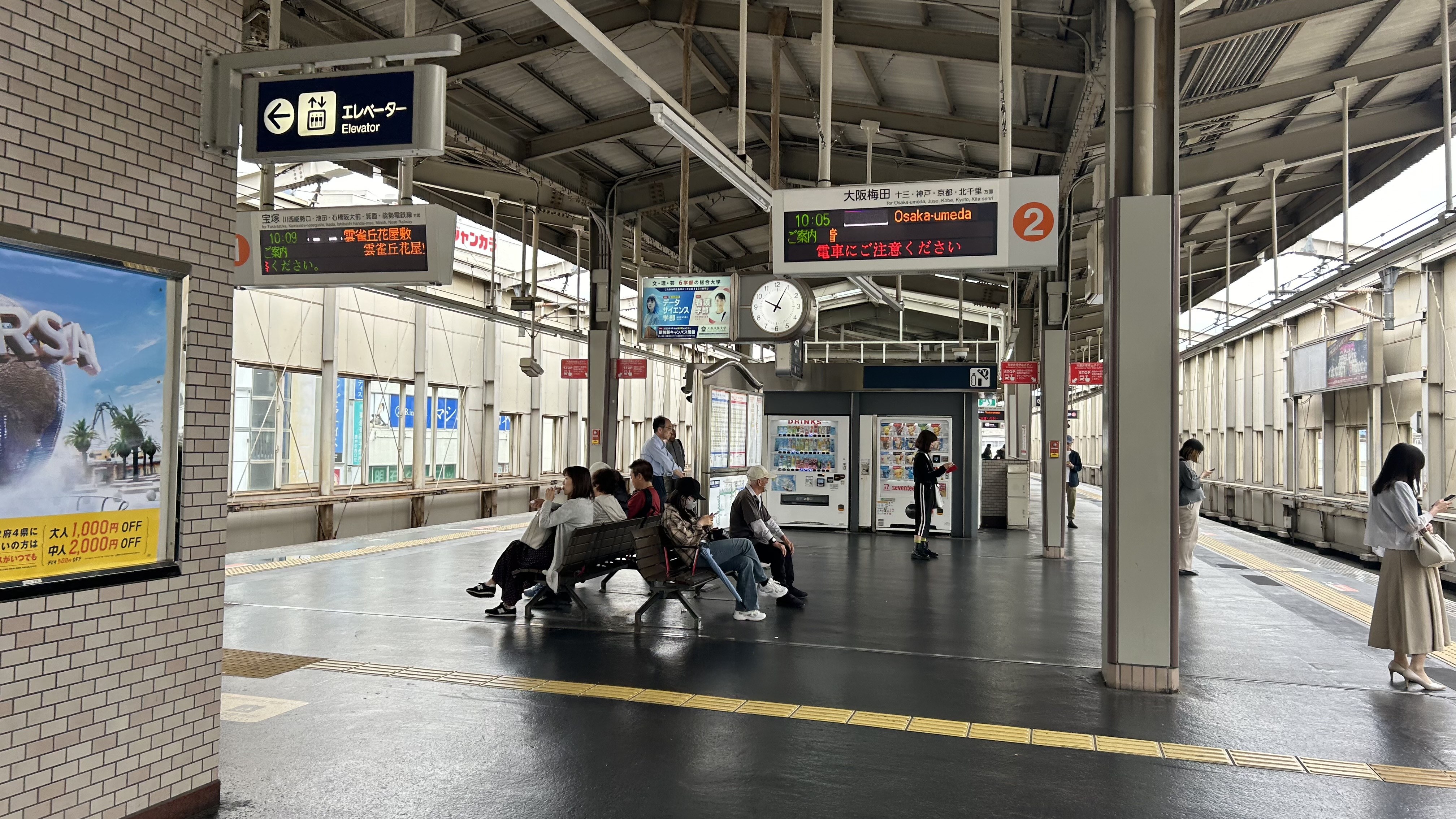
ホーム
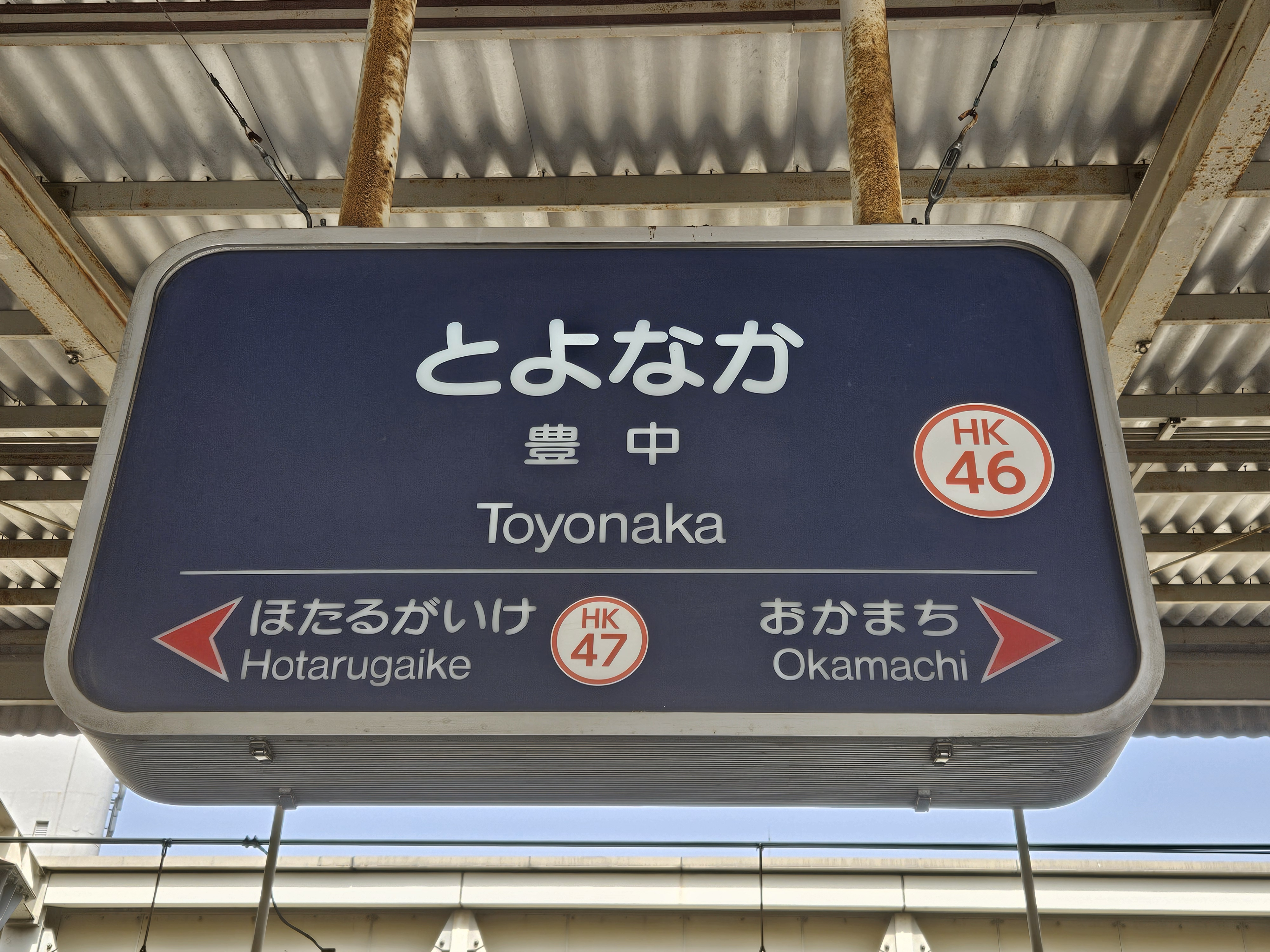
駅名標（2025年3月）

### 付記事項
- 連続立体交差事業のため、岡町駅や曽根駅と同様に配線は地上駅時代の相対式ホームから島式ホームに変わった[10]以外は基本的な配線を変えていない。立体交差時に、駅自体を西側に移動させることにより、曲線半径は相当緩和された[10]。
- 当駅始発の上り普通が平日朝ラッシュ時に4本、土休日早朝に1本設定され、当駅始発電車用の乗車位置目標が、通常のものより宝塚方にずらして設置されている。また朝ラッシュ時に3本のみ当駅止まりの下り普通列車が設定されている[注 1]。立体交差事業工事中、引き上げ線が撤去されていた時期は、当駅止まりの列車は石橋駅の4号線まで回送され、折り返し当駅まで回送・当駅始発の梅田行きになるという運行形態であった。

### 出入口
当駅には出口番号が設定されており、1番から9番まである。

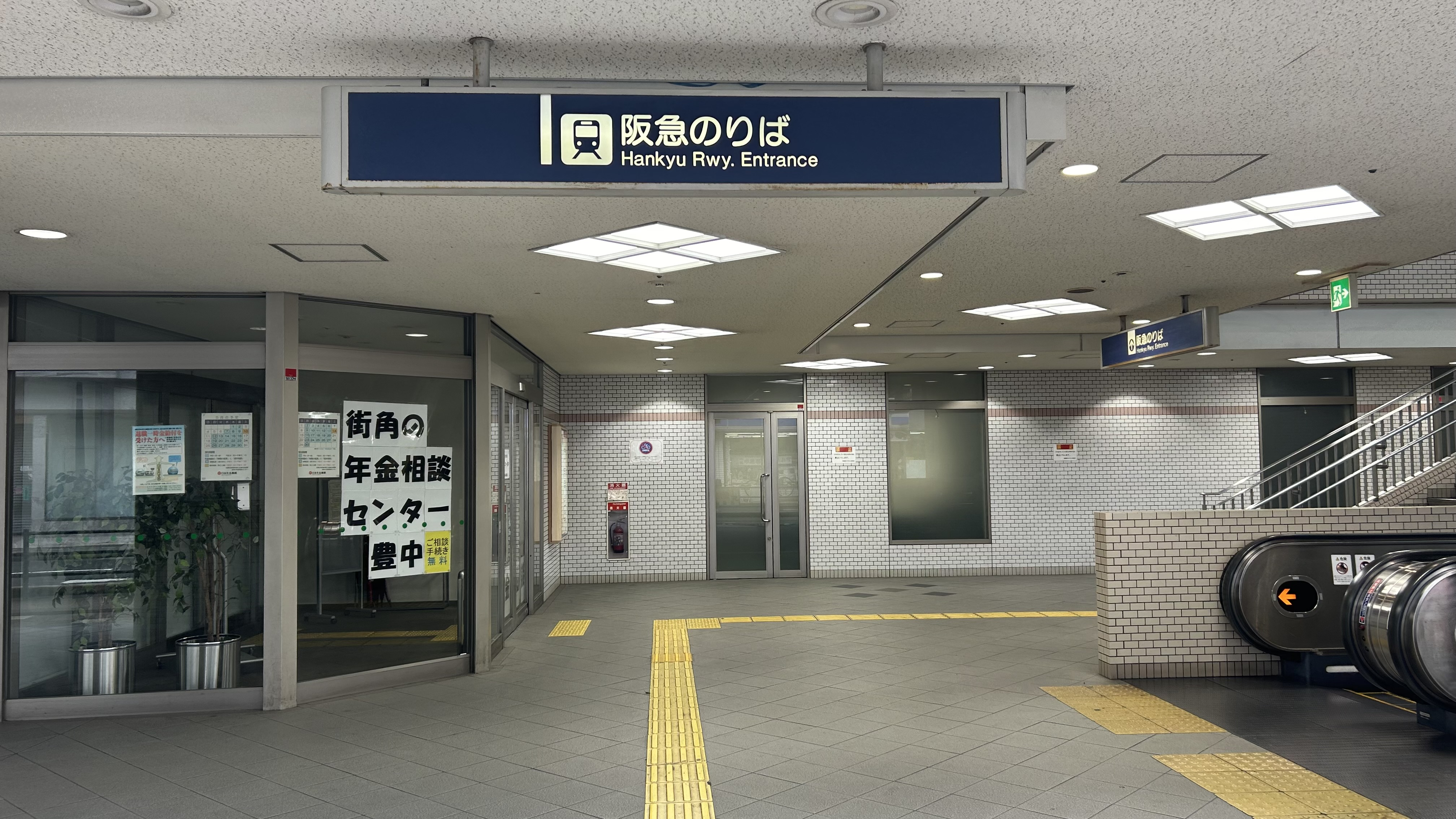
1番出入口
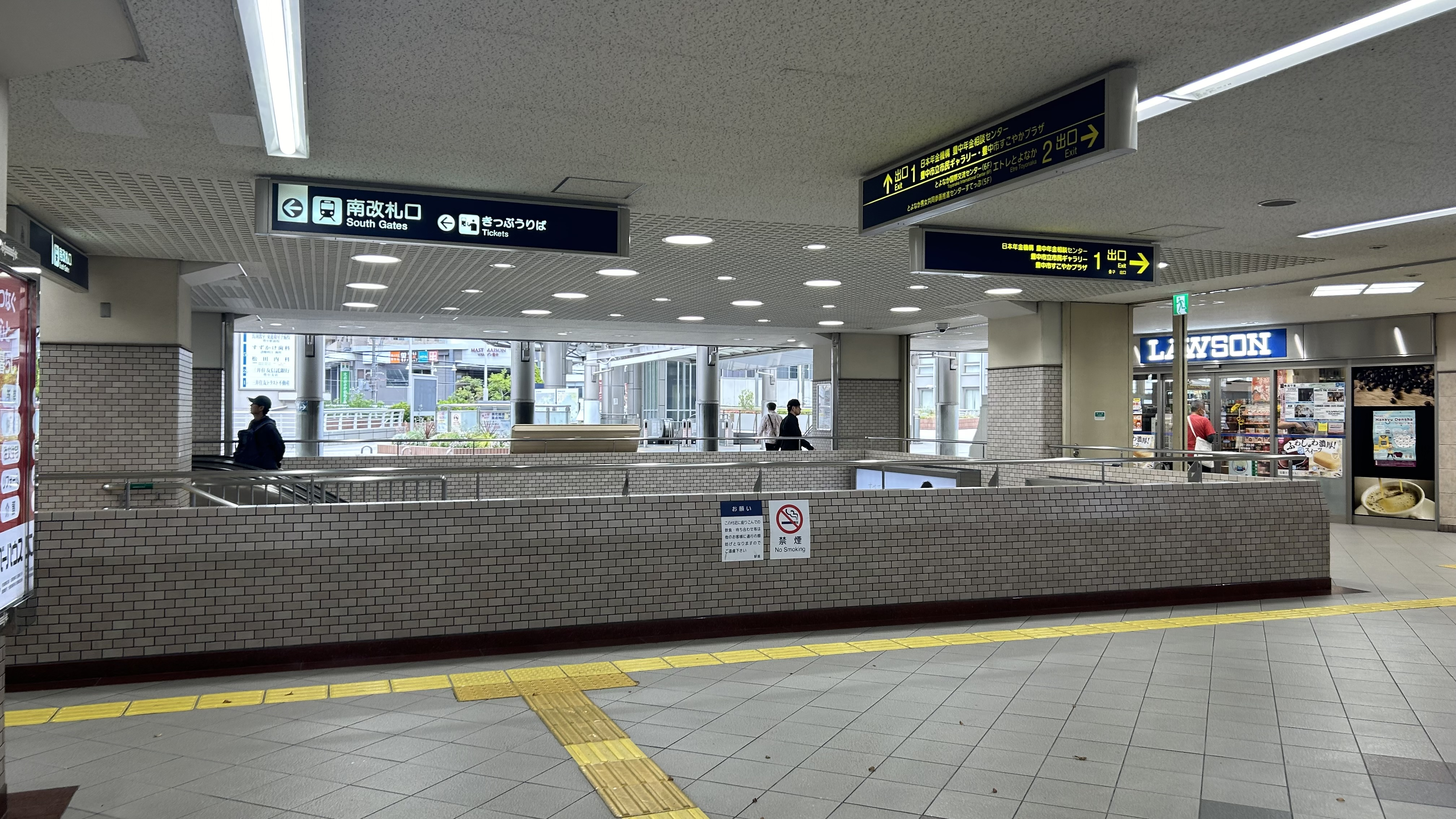
2番出入口
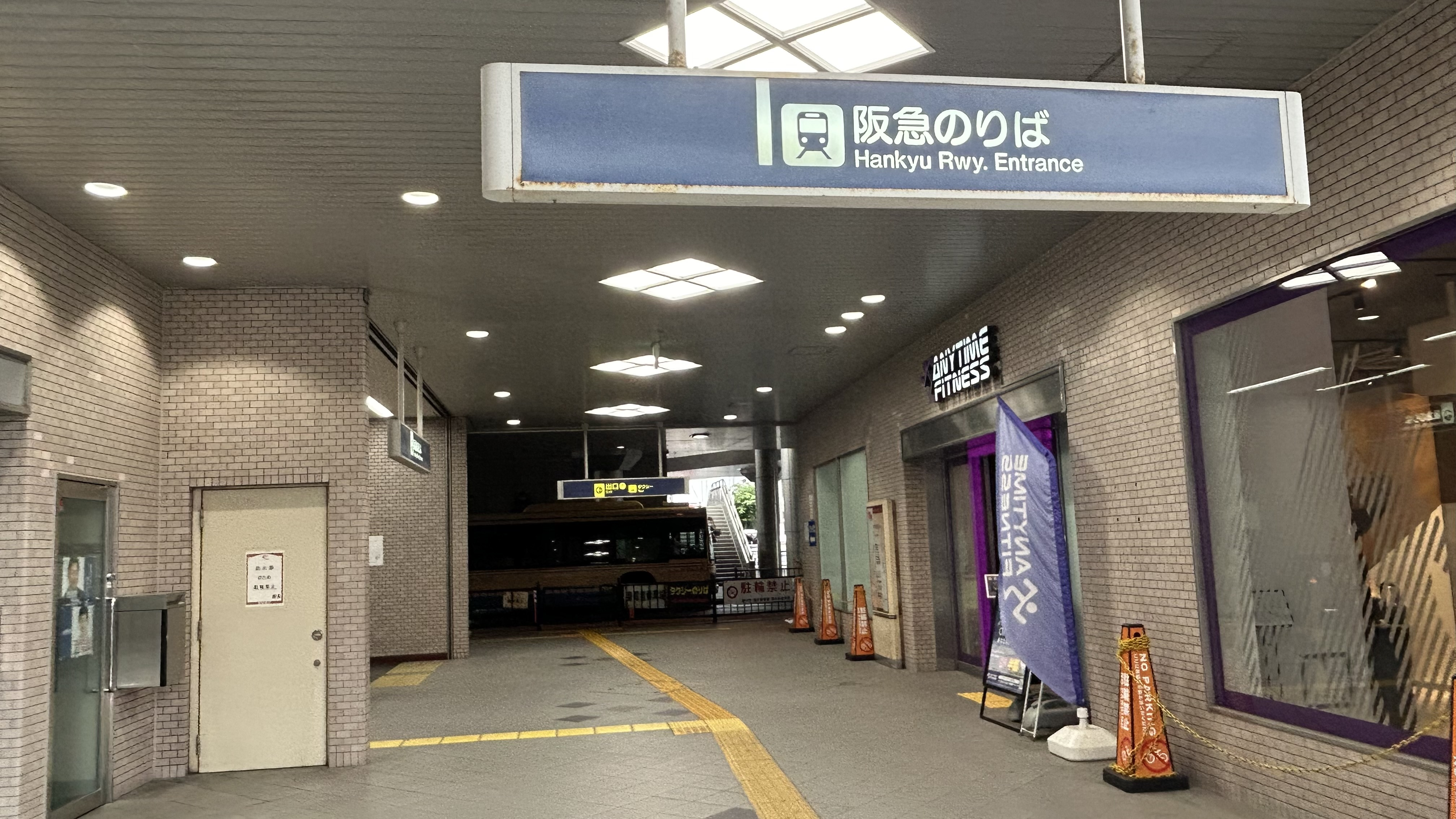
3番出入口
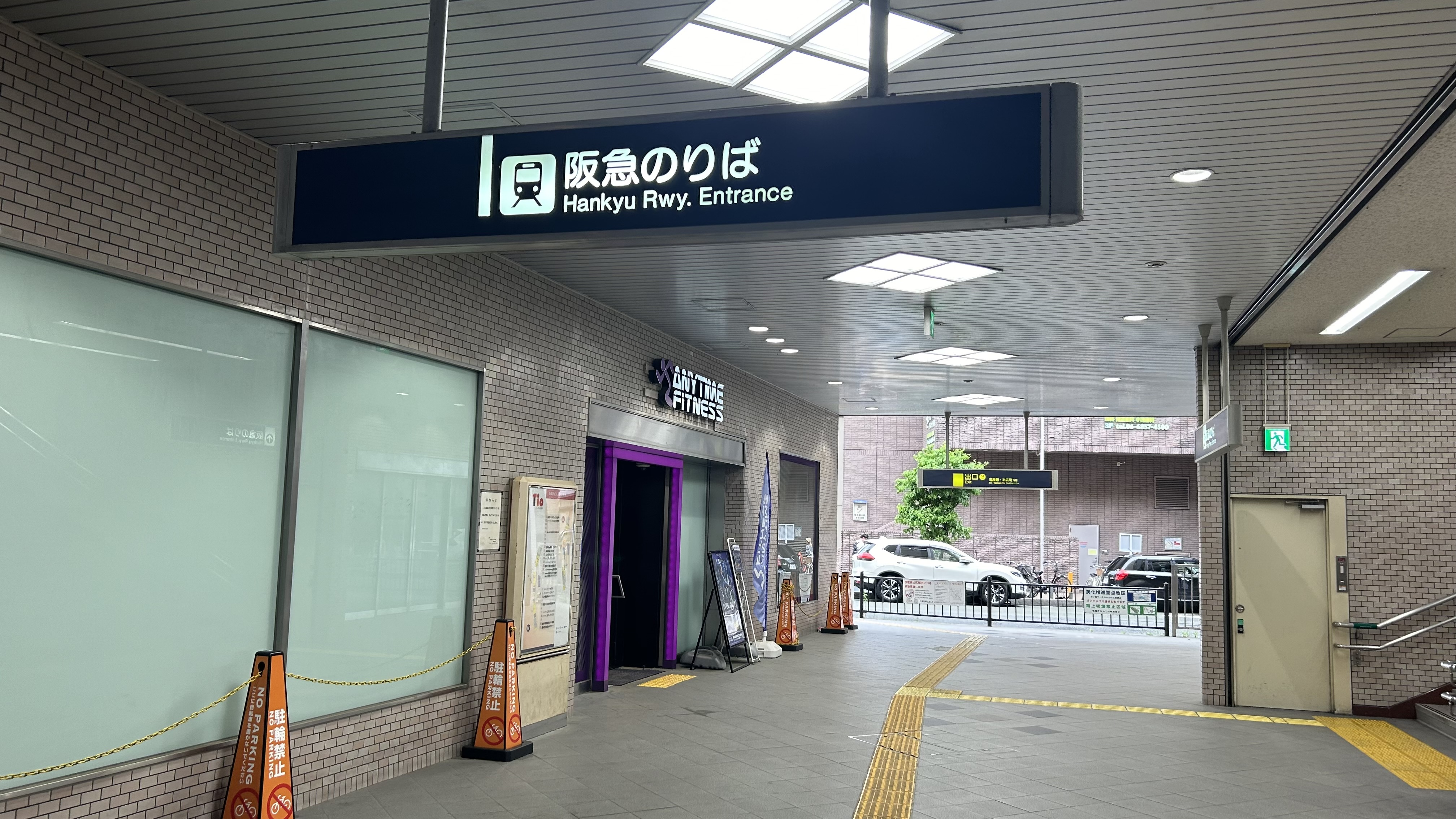
4番出入口
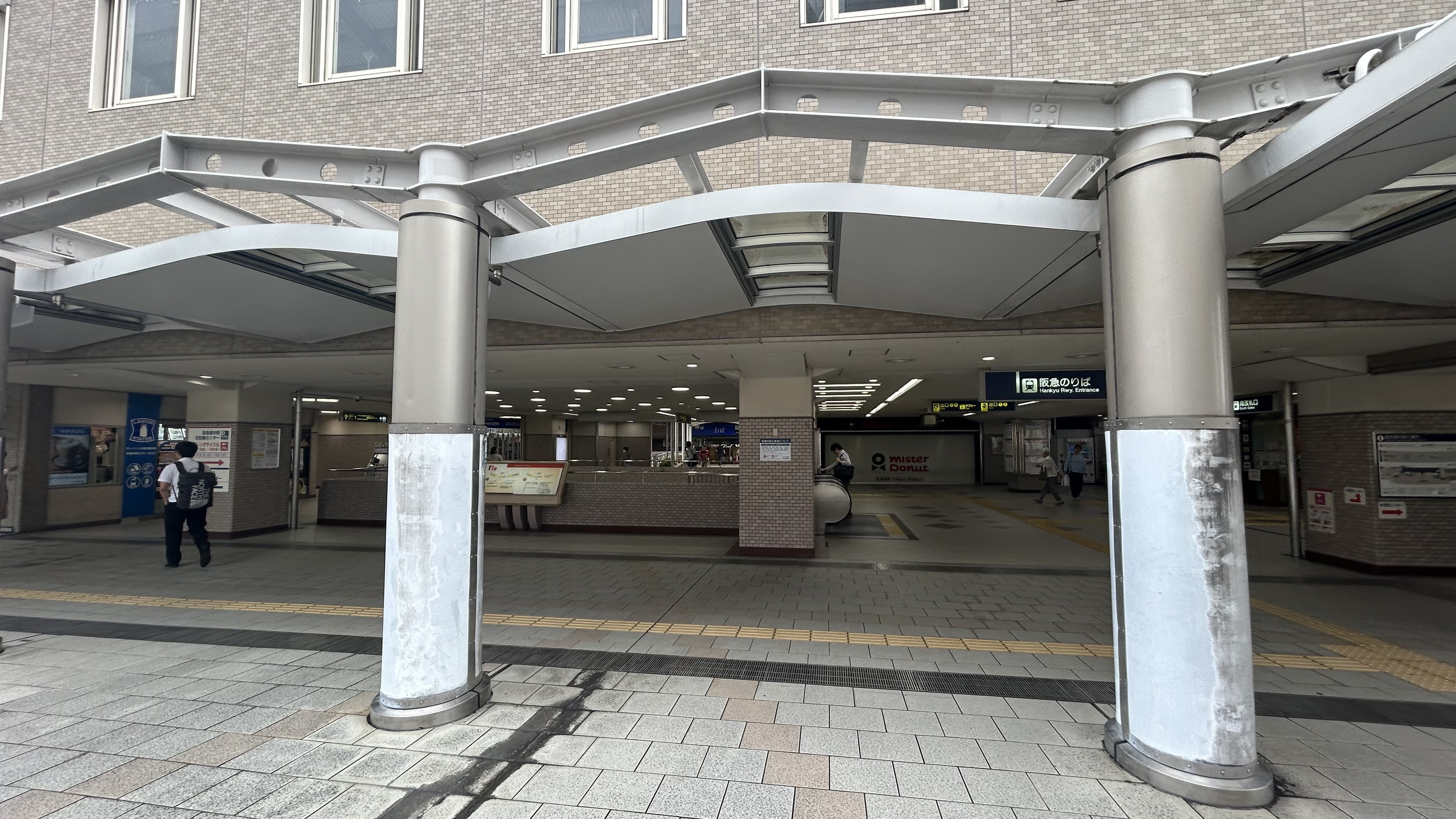
5番出入口
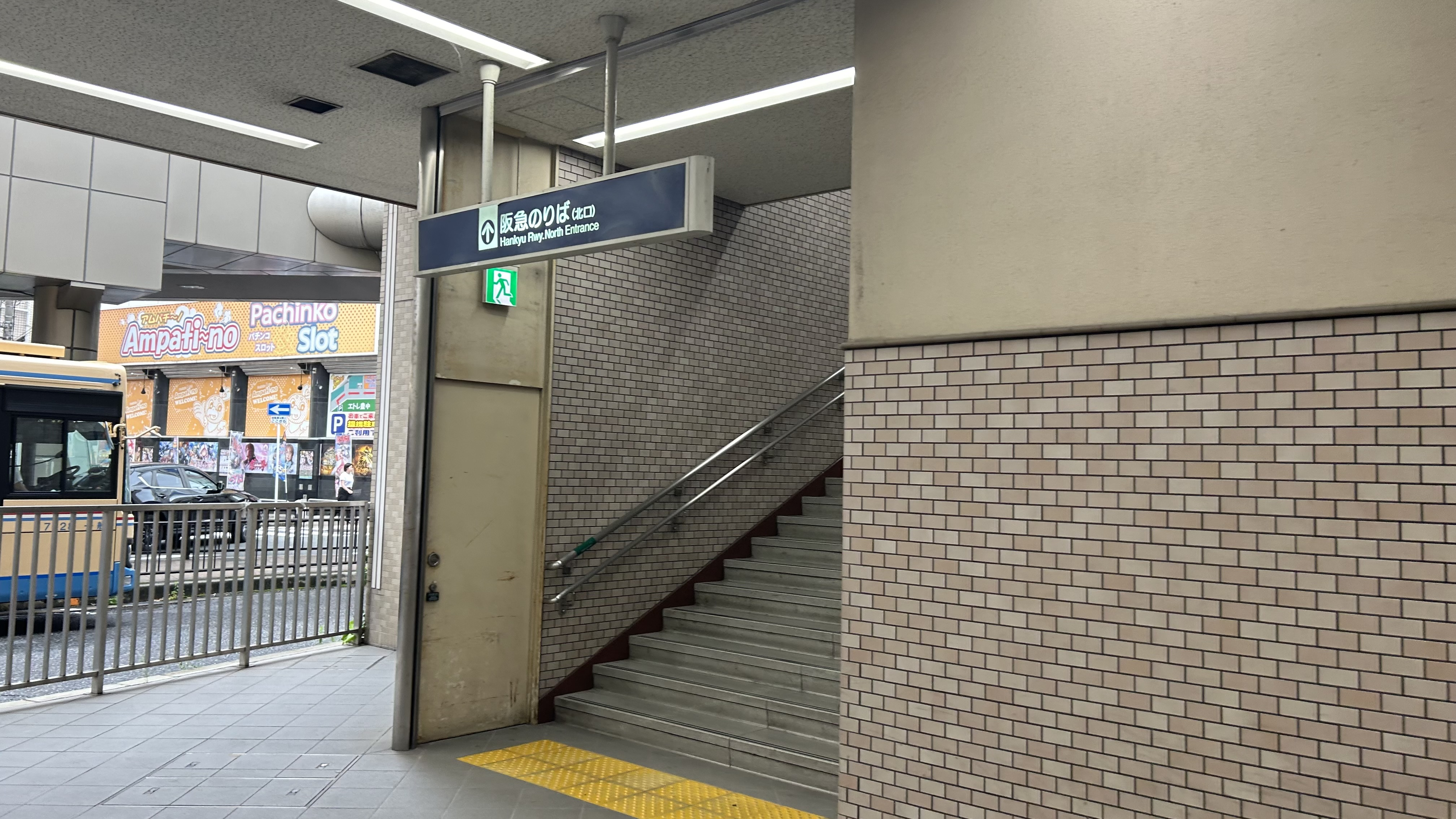
6番出入口
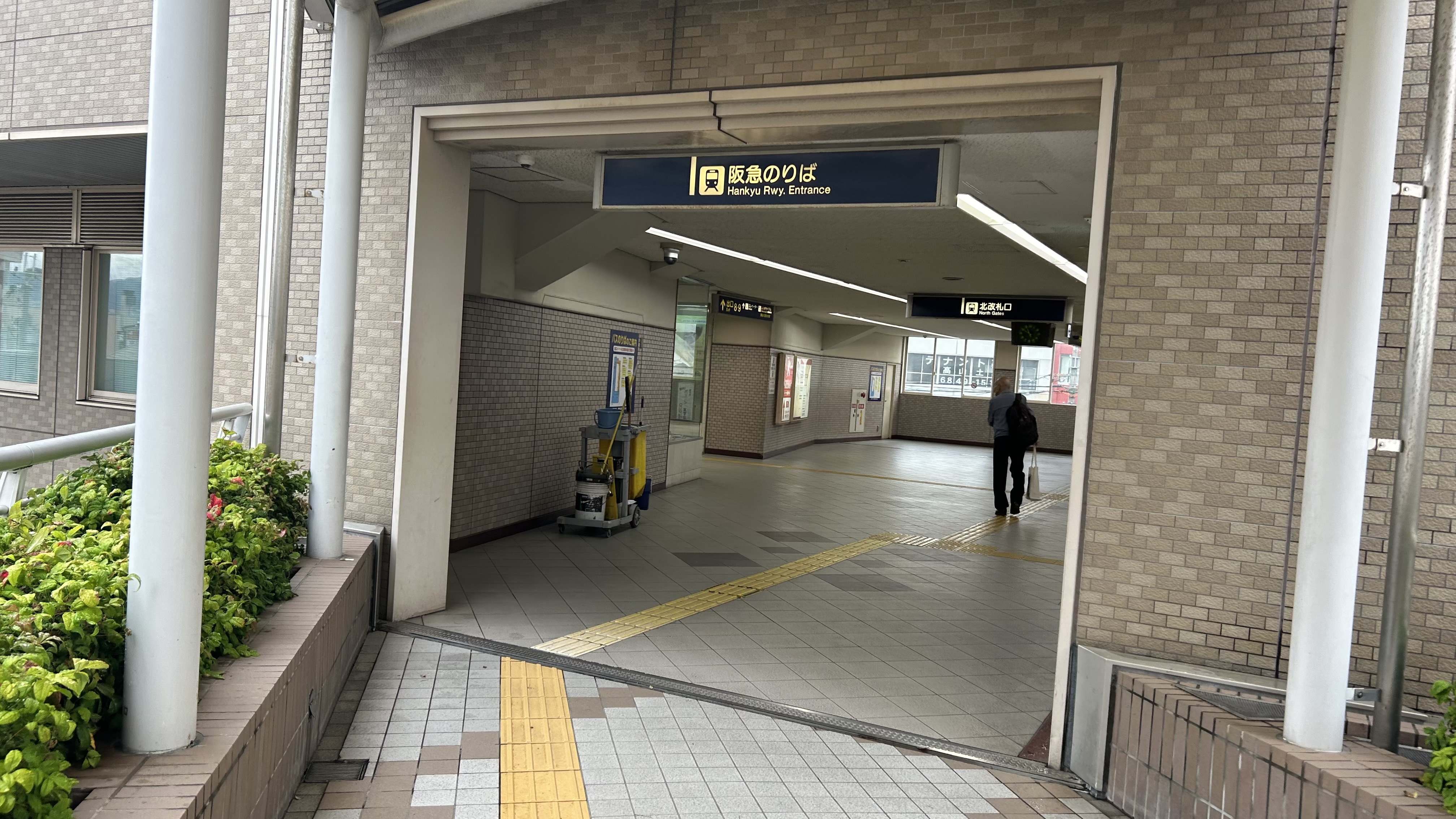
7番出入口
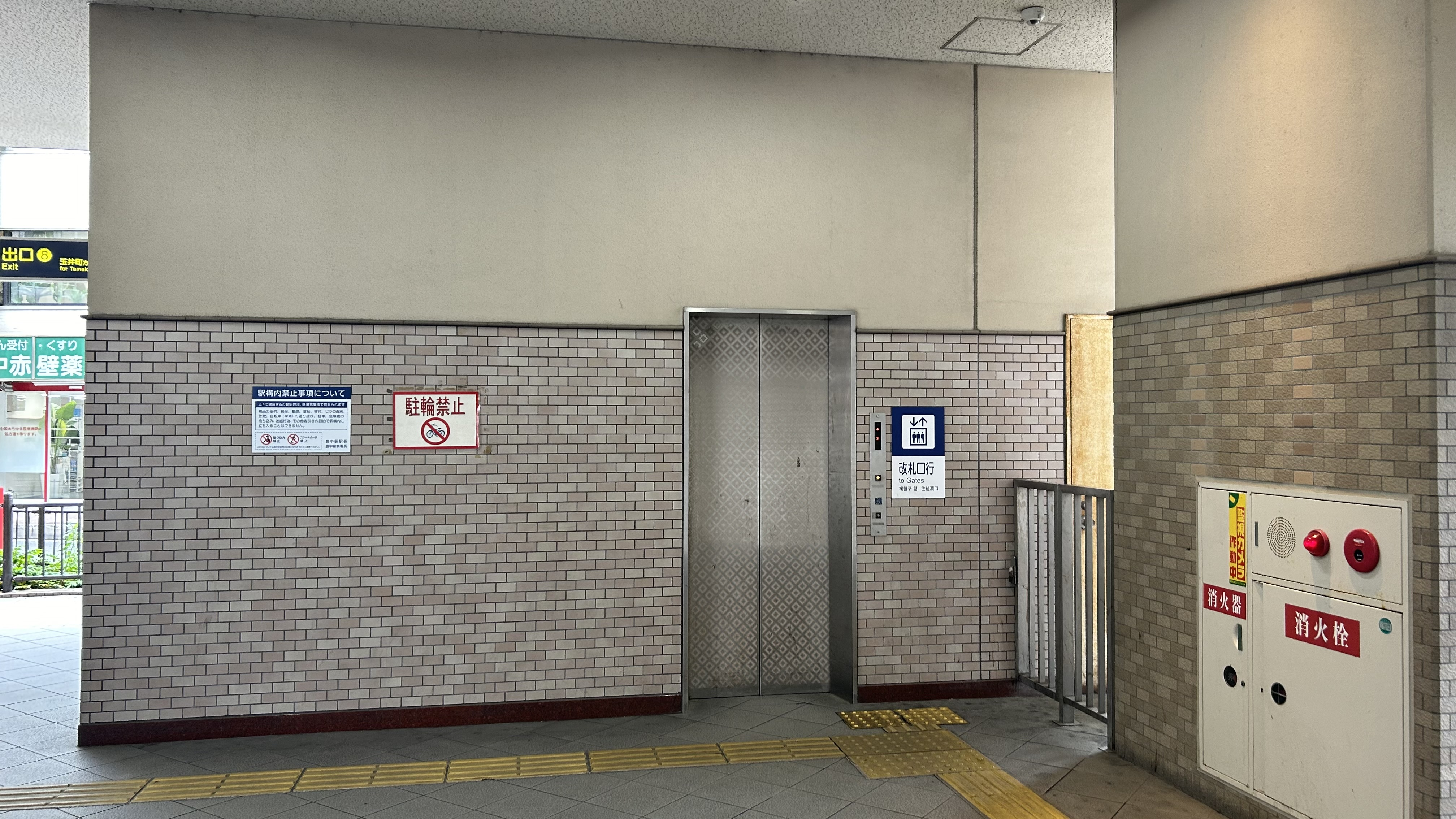
8番出入口
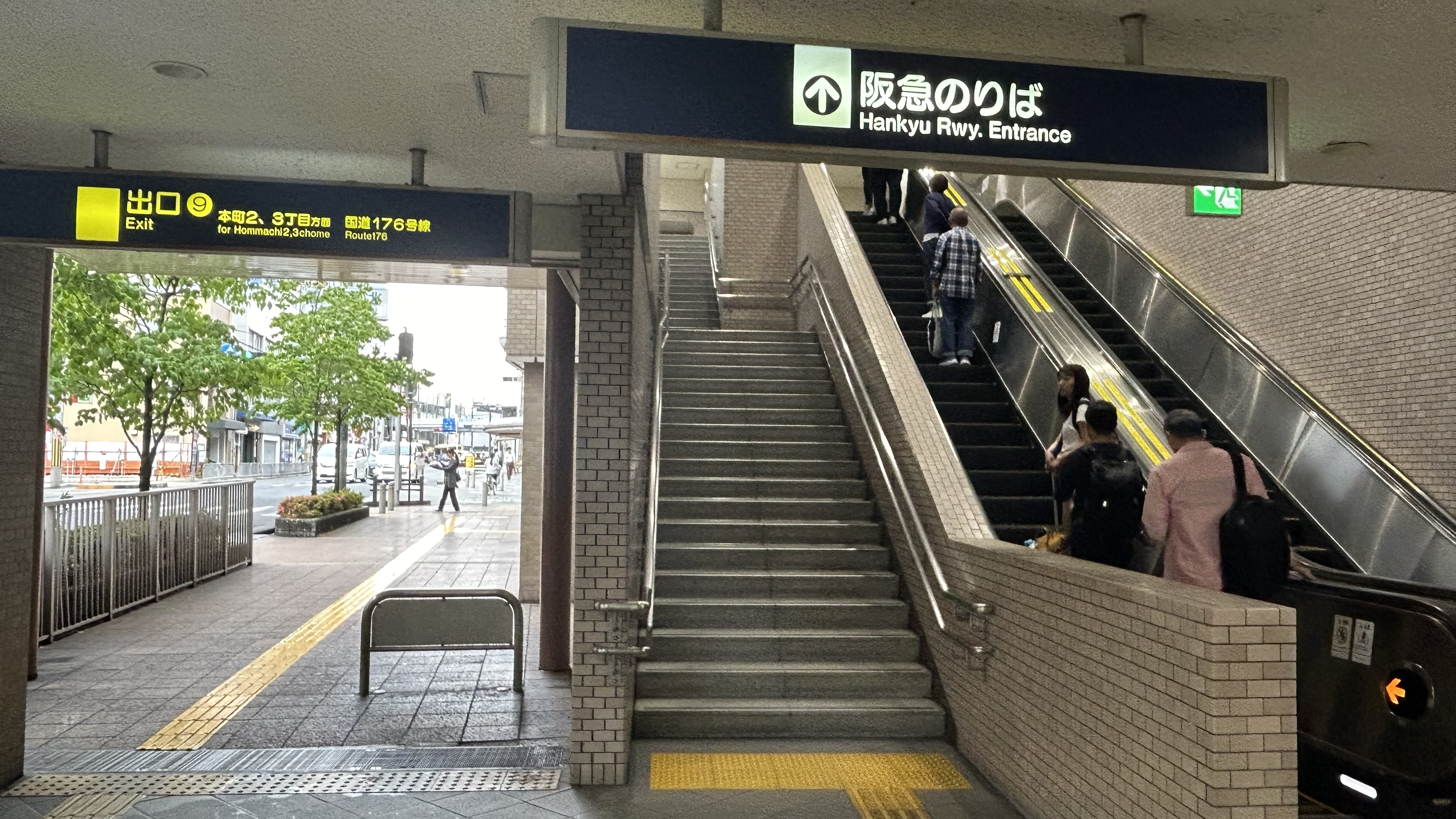
9番出入口

## 利用状況
2024年（令和6年）次の通年平均乗降人員は42,613人である。阪急電鉄の駅では上新庄駅に次いで第12位で、宝塚線の単独駅では最も多い。

### 年次別利用状況
各年次の乗降人員の推移は下表の通り。
| 年度               | 乗車人員 | 降車人員 | 乗降人員 | 増減率 | 順位 | 出典       | 出典         |
| 年度               | 乗車人員 | 降車人員 | 乗降人員 | 増減率 | 順位 | 阪急       | 豊中市       |
| ------------------ | -------- | -------- | -------- | ------ | ---- | ---------- | ------------ |
| 2016年（平成28年） | 23,755   | 23,907   | 47,662   |        | 10位 | [ 阪急 1 ] | [ 豊中市 1 ] |
| 2017年（平成29年） | 23,892   | 24,061   | 47,953   | 0.6%   | 10位 | [ 阪急 2 ] | [ 豊中市 2 ] |
| 2018年（平成30年） | 23,656   | 23,844   | 47,500   | -0.9%  | 11位 | [ 阪急 3 ] | [ 豊中市 3 ] |
| 2019年（令和元年） | 23,606   | 23,877   | 47,483   | -0.0%  | 11位 | [ 阪急 4 ] | [ 豊中市 4 ] |
| 2020年（令和02年） | 17,966   | 18,225   | 36,191   | -23.8% | 12位 | [ 阪急 5 ] | [ 豊中市 5 ] |
| 2021年（令和03年） | 18,303   | 18,540   | 36,843   | 1.8%   | 11位 | [ 阪急 6 ] | [ 豊中市 6 ] |
| 2022年（令和04年） | 19,784   | 19,985   | 39,769   | 7.9%   | 11位 | [ 阪急 7 ] | [ 豊中市 7 ] |
| 2023年（令和05年） | 20,997   | 21,202   | 42,199   | 6.1%   | 11位 | [ 阪急 8 ] | [ 豊中市 8 ] |
| 2024年（令和06年） |          |          | 42,613   | 1.0%   | 12位 | [ 統計 1 ] |              |

#### 平日限定データ
2000年から2015年までのデータは平日限定となっていた。
| 年次               | 乗車人員 | 降車人員 | 乗降人員 | 増減率 | 順位 | 出典        | 出典          |
| 年次               | 乗車人員 | 降車人員 | 乗降人員 | 増減率 | 順位 | 阪急        | 豊中市        |
| ------------------ | -------- | -------- | -------- | ------ | ---- | ----------- | ------------- |
| 2000年（平成12年） | 27,485   | 27,788   | 55,273   |        |      |             | [ 豊中市 9 ]  |
| 2001年（平成13年） | 27,997   | 27,343   | 55,340   | 0.1%   |      |             | [ 豊中市 9 ]  |
| 2002年（平成14年） | 27,681   | 27,168   | 54,849   | -0.9%  |      |             | [ 豊中市 9 ]  |
| 2003年（平成15年） | 27,784   | 27,624   | 55,408   | 1.0%   |      |             | [ 豊中市 9 ]  |
| 2004年（平成16年） | 27,190   | 27,082   | 54,272   | -2.1%  |      |             | [ 豊中市 9 ]  |
| 2005年（平成17年） | 26,989   | 26,793   | 53,782   | -0.9%  |      |             | [ 豊中市 10 ] |
| 2006年（平成18年） | 26,813   | 26,662   | 53,475   | -0.6%  |      |             | [ 豊中市 11 ] |
| 2007年（平成19年） | 26,536   | 26,406   | 52,942   | -1.0%  | 13位 | [ 阪急 9 ]  | [ 豊中市 12 ] |
| 2008年（平成20年） | 26,531   | 26,422   | 52,953   | 0.0%   | 14位 | [ 阪急 10 ] | [ 豊中市 13 ] |
| 2009年（平成21年） | 25,845   | 25,807   | 51,652   | -2.5%  | 14位 | [ 阪急 11 ] | [ 豊中市 14 ] |
| 2010年（平成22年） | 25,945   | 25,949   | 51,894   | 0.5%   | 13位 | [ 阪急 12 ] | [ 豊中市 15 ] |
| 2011年（平成23年） | 25,956   | 25,982   | 51,938   | 0.1%   | 11位 | [ 阪急 13 ] | [ 豊中市 16 ] |
| 2012年（平成24年） | 25,895   | 25,952   | 51,847   | -0.2%  | 12位 | [ 阪急 14 ] | [ 豊中市 17 ] |
| 2013年（平成25年） | 26,082   | 26,142   | 52,224   | 0.7%   | 12位 | [ 阪急 15 ] | [ 豊中市 18 ] |
| 2014年（平成26年） | 26,276   | 26,360   | 52,636   | 0.8%   | 11位 | [ 阪急 16 ] | [ 豊中市 19 ] |
| 2015年（平成27年） | 26,606   | 26,744   | 53,350   | 1.4%   | 10位 | [ 阪急 17 ] | [ 豊中市 20 ] |

### 特定日利用状況
「大阪府統計年鑑」によると、各年度のある特定日における1日の利用状況は下表の通り。
1973年度については当駅と岡町駅のみ出典に記載がなく不明。
| 年度               | 乗車人員 | 降車人員 | 乗降人員 | 出典          |
| ------------------ | -------- | -------- | -------- | ------------- |
| 1966年（昭和41年） | 30,787   | -        | -        | [ 大阪府 1 ]  |
| 1967年（昭和42年） | 32,737   | -        | -        | [ 大阪府 2 ]  |
| 1968年（昭和43年） | 33,139   | -        | -        | [ 大阪府 3 ]  |
| 1969年（昭和44年） | 33,423   | -        | -        | [ 大阪府 4 ]  |
| 1970年（昭和45年） | 32,971   | -        | -        | [ 大阪府 5 ]  |
| 1971年（昭和46年） | 31,381   | -        | -        | [ 大阪府 6 ]  |
| 1972年（昭和47年） | 30,770   | -        | -        | [ 大阪府 7 ]  |
| 1973年（昭和48年） | -        | -        | -        | [ 大阪府 8 ]  |
| 1974年（昭和49年） | 30,393   | -        | -        | [ 大阪府 9 ]  |
| 1975年（昭和50年） | 31,097   | -        | -        | [ 大阪府 10 ] |
| 1976年（昭和51年） | 31,111   | -        | -        | [ 大阪府 11 ] |
| 1977年（昭和52年） | 32,557   | -        | -        | [ 大阪府 12 ] |
| 1978年（昭和53年） | 31,011   | -        | -        | [ 大阪府 13 ] |
| 1979年（昭和54年） | 30,797   | -        | -        | [ 大阪府 14 ] |
| 1980年（昭和55年） | 30,488   | -        | -        | [ 大阪府 15 ] |
| 1981年（昭和56年） | 28,880   | -        | -        | [ 大阪府 16 ] |
| 1982年（昭和57年） | 28,977   | 28,468   | 57,445   | [ 大阪府 17 ] |
| 1983年（昭和58年） | 27,728   | 27,887   | 55,615   | [ 大阪府 18 ] |
| 1984年（昭和59年） | 28,140   | 28,401   | 56,541   | [ 大阪府 19 ] |
| 1985年（昭和60年） | 28,587   | 28,414   | 57,001   | [ 大阪府 20 ] |
| 1986年（昭和61年） | 27,806   | 28,016   | 55,822   | [ 大阪府 21 ] |
| 1987年（昭和62年） | 29,152   | 30,153   | 59,305   | [ 大阪府 22 ] |
| 1988年（昭和63年） | 30,883   | 30,280   | 61,163   | [ 大阪府 23 ] |
| 1989年（平成元年） | -        | -        | -        | [ 大阪府 24 ] |
| 1990年（平成02年） | 30,204   | 30,990   | 61,194   | [ 大阪府 25 ] |
| 1991年（平成03年） | -        | -        | -        | [ 大阪府 26 ] |
| 1992年（平成04年） | 29,186   | 28,591   | 57,777   | [ 大阪府 27 ] |
| 1993年（平成05年） | -        | -        | -        | [ 大阪府 28 ] |
| 1994年（平成06年） | -        | -        | -        | [ 大阪府 29 ] |
| 1995年（平成07年） | 27,723   | 26,372   | 54,905   | [ 大阪府 30 ] |
| 1996年（平成08年） | 28,696   | 29,181   | 57,877   | [ 大阪府 31 ] |
| 1997年（平成09年） | 28,162   | 28,503   | 56,665   | [ 大阪府 32 ] |
| 1998年（平成10年） | 26,711   | 27,040   | 53,751   | [ 大阪府 33 ] |
| 1999年（平成11年） | -        | -        | -        | [ 大阪府 34 ] |
| 2000年（平成12年） | 27,849   | 27,818   | 55,667   | [ 大阪府 35 ] |
| 2001年（平成13年） | 27,674   | 27,019   | 54,693   | [ 大阪府 36 ] |
| 2002年（平成14年） | 27,480   | 27,822   | 55,302   | [ 大阪府 37 ] |
| 2003年（平成15年） | 26,372   | 26,746   | 53,118   | [ 大阪府 38 ] |
| 2004年（平成16年） | 27,073   | 27,173   | 54,246   | [ 大阪府 39 ] |
| 2005年（平成17年） | 26,513   | 26,556   | 53,069   | [ 大阪府 40 ] |
| 2006年（平成18年） | 26,325   | 26,278   | 52,603   | [ 大阪府 41 ] |
| 2007年（平成19年） | 26,041   | 26,148   | 52,189   | [ 大阪府 42 ] |
| 2008年（平成20年） | 26,214   | 26,301   | 52,515   | [ 大阪府 43 ] |
| 2009年（平成21年） | 25,660   | 25,944   | 51,604   | [ 大阪府 44 ] |
| 2010年（平成22年） | 25,650   | 25,837   | 51,487   | [ 大阪府 45 ] |
| 2011年（平成23年） | 26,053   | 26,218   | 52,271   | [ 大阪府 46 ] |
| 2012年（平成24年） | 25,573   | 25,819   | 51,392   | [ 大阪府 47 ] |
| 2013年（平成25年） | 25,555   | 25,811   | 51,366   | [ 大阪府 48 ] |
| 2014年（平成26年） | 25,987   | 26,153   | 52,140   | [ 大阪府 49 ] |
| 2015年（平成27年） | 26,736   | 27,291   | 54,027   | [ 大阪府 50 ] |
| 2016年（平成28年） | 26,746   | 27,038   | 53,784   | [ 大阪府 51 ] |
| 2017年（平成29年） | 26,416   | 26,762   | 53,178   | [ 大阪府 52 ] |
| 2018年（平成30年） | 26,234   | 26,583   | 52,817   | [ 大阪府 53 ] |
| 2019年（令和元年） | 26,413   | 26,841   | 53,254   | [ 大阪府 54 ] |
| 2020年（令和02年） | 23,043   | 23,427   | 46,470   | [ 大阪府 55 ] |
| 2021年（令和03年） | 23,353   | 23,644   | 46,997   | [ 大阪府 56 ] |
| 2022年（令和04年） | 23,687   | 23,886   | 47,573   | [ 大阪府 57 ] |
| 2023年（令和05年） | 23,990   | 24,275   | 48,265   | [ 大阪府 58 ] |

## 駅周辺
駅東側を国道176号が並行し、それに沿って金融機関などのビルや商店が建つ。駅付近には商店街が2つ設けられており、そこから離れると住宅が多く建ち並ぶ。駅西側には複合施設のビルや雑居ビルが建っており、駅から離れると住宅が多く建ち並ぶ。
- エトレとよなか - 駅西側にある複合施設[11]。
- 豊中市立大池小学校
- 豊中稲荷神社
- 稲荷山公園
- 高校野球発祥の地記念公園[12]（旧・豊中グラウンド[12]）
- 豊中市消防局・北消防署
- 豊中郵便局 - ゆうちょ銀行豊中店を併設
- 豊中本町郵便局
- 豊中立花郵便局
- 日本年金機構豊中年金事務所
- 三井住友銀行豊中支店・阪急曽根支店
- 三井住友信託銀行豊中支店
- りそな銀行豊中支店
- 三菱UFJ銀行豊中支店・豊中駅前支店・豊中庄内支店
- 関西みらい銀行豊中支店・豊中駅前支店
- 池田泉州銀行豊中支店
- 京都銀行豊中支店
- ダイエー豊中駅前店
- ボーゼム豊中第一ビル
- 銀座商店街
- 豊中駅前一番街商店街
- 国道176号
- 大阪府道・京都府道43号豊中亀岡線
- 兵庫県道・大阪府道99号伊丹豊中線
- 千里川

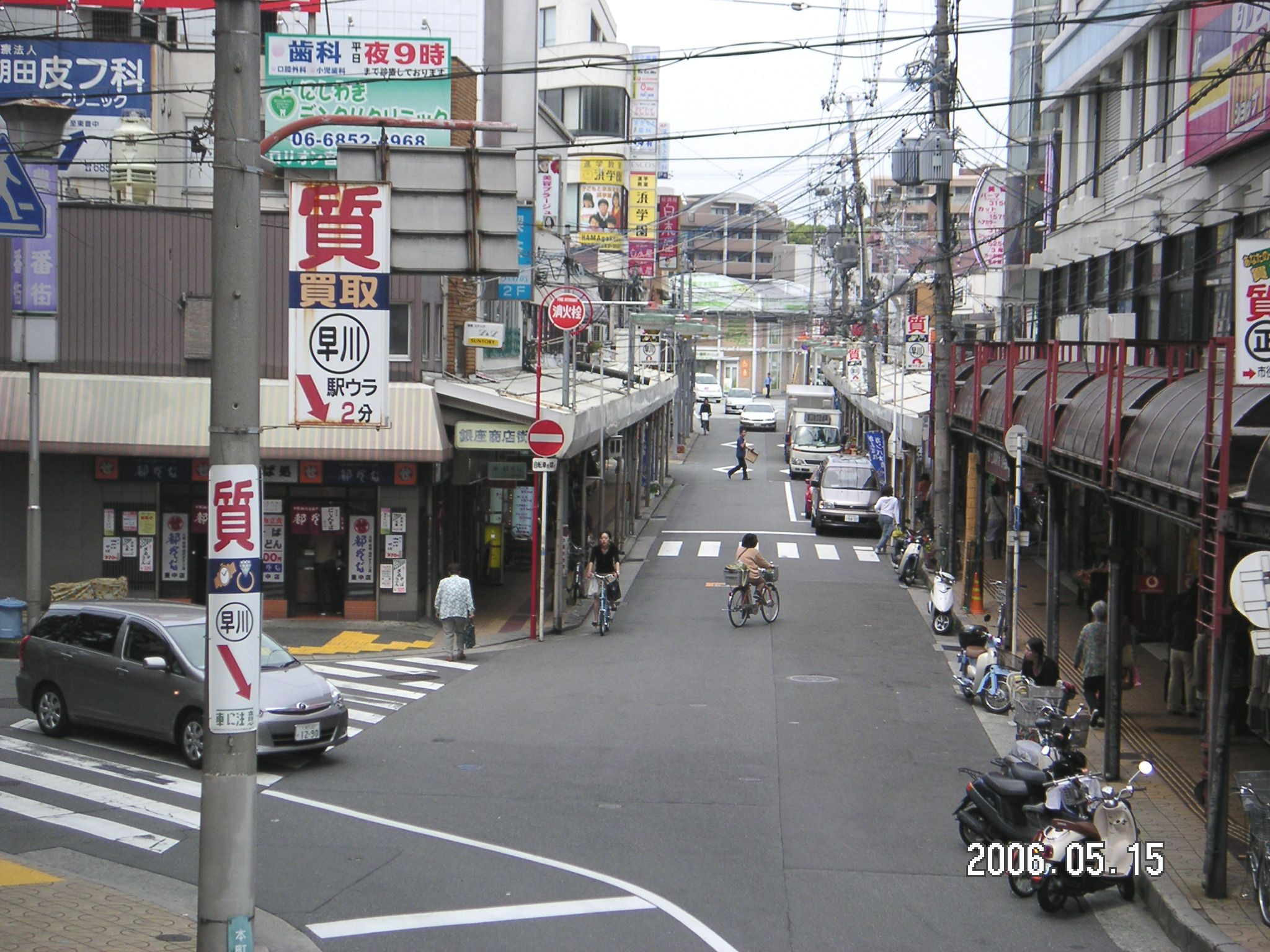
銀座商店街（2006年5月）
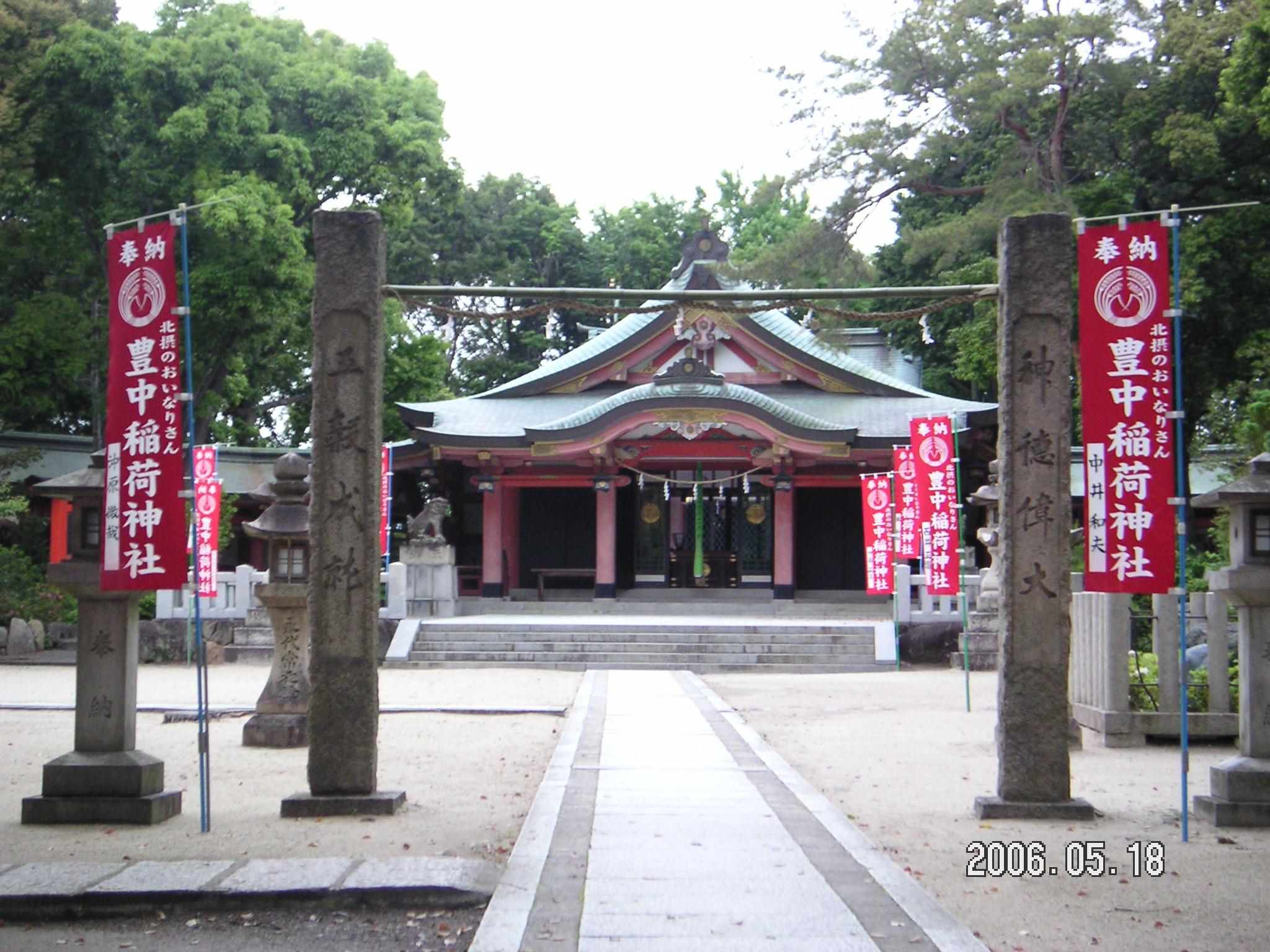
豊中稲荷神社（2006年5月）

## バス路線
駅の高架下にロータリーが整備されており、阪急バスの路線が発着する。停留所名は「阪急豊中駅」。
駅西口側におりばが、東口側にのりばが並べられている。ロータリー内ののりばは近年再編されており、6番のりばは現在休止している。
ロータリーから歩道を挟み、国道176号北行きに面した位置に7番のりばが設置されている。こちらも休止中だが、毎年1月18・19日に臨時バスが運行される際には使用される。
主に豊中市中部〜北部の路線の拠点となっており、日中は当駅を跨いで別系統に直通する（行先番号が当駅で変わる）バスも多く設定されている。千里中央・桃山台駅方面は同じ行き先で経路が異なる路線が複数設定されている。
岡町線のみ伊丹営業所が、その他は千里営業所が担当。
かつての停留所名は「豊中」であったが、2021年4月12日以降の各営業所でのダイヤ変更の際に「阪急豊中駅」に改称された。
また大阪市営バスが乗り入れていた時期もあったが、1977年4月10日に廃止された。
| のりば | 路線名     | 系統・行先                               | 備考                                                             |
| ------ | ---------- | ---------------------------------------- | ---------------------------------------------------------------- |
| 1      | 豊中市内線 | 40系統：千里中央/北緑丘団地              | 夕方以降の一部便は北緑丘団地止まり。深夜バス複数あり             |
| 1      | 豊中市内線 | 46系統：千里中央                         | 平日朝のみ運行。北緑丘団地は経由しない                           |
| 2      | 豊中市内線 | 45系統：千里中央                         | 東豊中経由。平日最終便は深夜バス                                 |
| 2      | 豊中市内線 | 47系統：千里中央                         | 西緑丘経由。平日の最終2本は深夜バス                              |
| 2      | 豊中市内線 | 49系統：千里中央                         | 上野坂一丁目経由                                                 |
| 3      | 豊中市内線 | 30系統：桃山台駅/津雲台七丁目            | 上野小学校前経由。平日最終便は深夜バス                           |
| 3      | 豊中市内線 | 35系統：桃山台駅/津雲台七丁目            | 上野西三丁目経由。津雲台七丁目行きは平日夕方以降の2本のみ        |
| 4      | 豊中市内線 | 20系統：桃山台駅/津雲台七丁目            | 旭ヶ丘経由、平日朝を除く各時間帯に運行。深夜バスあり             |
| 4      | 豊中市内線 | 25系統：桃山台駅                         | 阪急曽根駅・旭ヶ丘経由。日中及び夜間に運行。平日最終便は深夜バス |
| 4      | 豊中市内線 | 28系統：桃山台駅                         | 旭ヶ丘は経由しない。平日朝のみ運行                               |
| 4      | 豊中市内線 | 38系統：桃山台駅                         | 阪急曽根駅・東豊中団地前経由。日中時間帯のみ運行                 |
| 5      | 豊中市内線 | 48系統：北緑丘団地                       | 平日の日中時間帯のみ運行                                         |
| 5      | 阪北線     | 50系統：柴原阪大前駅（市立豊中病院前）   |                                                                  |
| 5      | 阪北線     | 50系統：新大阪                           |                                                                  |
| 5      | 岡町線     | 81系統：イオンモール伊丹（JR伊丹駅東口） | 本数わずか                                                       |
| 5      | 岡町線     | 82系統：阪急伊丹                         | 本数わずか                                                       |

## その他
- 平つくね作の漫画『ラッキー・ブレイク』の主人公・野々川陸が通勤の際に利用する駅として、当駅が扱われている。
- 阪急宝塚線沿線を舞台とした逢坂みえこの漫画『永遠の野原』では主人公の古屋二太郎が利用する駅とされている。そのため地上駅時代の当駅および周辺の様子がしばしば描かれている。

## 隣の駅
阪急電鉄
■宝塚本線
■特急「日生エクスプレス」
通過
■通勤特急（上り朝ラッシュ時のみ運行）
十三駅 (HK-03) ← 豊中駅 (HK-46) ← 石橋阪大前駅 (HK-48)
■急行（当駅 から 宝塚方面は各駅に停車）
十三駅 (HK-03) - 豊中駅 (HK-46) - 蛍池駅 (HK-47)
■通勤急行（下り夕ラッシュ時のみ運行）・■準急（上り朝ラッシュ時のみ運行）・■普通　
岡町駅 (HK-45) - 豊中駅 (HK-46) - 蛍池駅 (HK-47)

### 記事本文